# Mobile Suit Gundam: Hathaway's flash
Mobile Suit Gundam: Hathaway's flash (機動戦士ガンダム 閃光のハサウェイ?, Kidō senshi Gandamu: Senkō no Hasawei) è una serie di tre light novel ambientate nello Universal Century della saga di Gundam, scritte dal suo creatore Yoshiyuki Tomino tra il febbraio 1989 ed il maggio 1990, e pubblicate dalla Kadokawa Shoten. La storia è incentrata sulle vicende di Hathaway Noa, il figlio di Bright Noa, uno dei personaggi principali della saga, dodici anni dopo gli eventi raccontati nel film Gundam: Char's Counterattack. I romanzi, inediti in Italia, sono illustrati con il mecha design di Yasuhiro Moriki.

## Trama
Hathaway Noa, ancora tormentato dal suo recente passato, si unisce ad un'organizzazione terroristica chiamata Mafty sotto il falso nome di Mafty Navue Erin. L'organizzazione sta portando avanti una campagna terroristica contro il governo della Federazione Terrestre, resa possibile dal trafugamento di un potentissimo mobile suit, il prototipo RX-105 Xi Gundam, di cui Hathaway diventa il pilota. Dopo una escalation di attentati, tra cui la distruzione di un satellite orbitale, il Governo crea una task-force anti-terrorismo, la cosiddetta squadra Circe, per stroncare il Mafty, dotandola di nuovi mobile suit, tra cui l'RX-104FF Penelope. Nell'aprile del 105 UC il Mafty, che chiede la riapertura delle frontiere terrestri, colpisce in Australia, attaccando la sede governativa di Adelaide, ma il sopraggiungere della squadra Circe pone fine all'azione: il Penelope e lo Xi Gundam si distruggono a vicenda, e Hathaway Noa viene catturato e giustiziato.

## Trilogia cinematografica
Dai tre romanzi di Tomino sarà tratta una trilogia cinematografica, prodotta dalla Sunrise, il cui primo trailer è stato pubblicato l'11 gennaio 2019 sul sito ufficiale del franchise. Il primo film della trilogia, intitolato Mobile Suit Gundam Hathaway, è uscito nel corso del 2021 sulla piattaforma Netflix.